# Isidoro Marsan
Isidoro "Isi" Marsan, dal 1946 noto anche come Izidor Maršan in ambito jugoslavo e croato (Borgo Erizzo, 1925 – Zara, 3 dicembre 2016), è stato un cestista, allenatore di pallacanestro e imprenditore jugoslavo (dal 2008 croato) ed australiano, di nazionalità e lingua italiana.

## Biografia e Carriera
Isi Marsan nasce nel 1925 nel sobborgo zaratino di Borgo Erizzo, al tempo in cui Zara era una provincia italiana. Il giovane Marsan fu un pioniere della pallacanestro zaratina. Dopo un'esperienza nel nuoto e nell'atletica leggera, iniziò a giocare a pallacanestro nel 1937 nella giovane squadra di Borgo Erizzo, che partecipava insieme ad altre 6 squadre locali ai campionati giovanili della piccola provincia dalmata. Nel 1939 si trasferì a Bolzano, dove rimase fino al 1943, per frequentare una scuola militare. Fece poi ritorno a Zara, rimanendo in seguito ferito in uno dei numerosi bombardamenti che colpirono e devastarono la città. Rifugiatosi in convalescenza presso i nonni residenti fuori città, nell'agosto del 1944 venne costretto ad arruolandosi nelle file dei partigiani jugoslavi attivi a Tenin, Mostar, ed in altre località dalmate e della Lika. Dopo la conquista di Fiume (in cui entrò il 3 maggio con i primi reparti partigiani), e altre vicissitudini tra il Carso, Buccari e Ragusa, nel dicembre 1945 poté finalmente rientrare a Zara.
Nella propria città natale iniziò a riorganizzare l'attività cestistica già dal 1946. Ristabilì le squadre e i campionati giovanili, e nello stesso anno, con la maglia dello Zadar, si classificò al 2º posto nel campionato jugoslavo 1946. Dopo due stagioni venne nominato allenatore-capitano-giocatore della squadra, che in quegli anni militò sempre in massima serie.
Nonostante il pesante clima postbellico per molti zaratini divenuti jugoslavi (la madre fu incarcerata e dopo il rilascio impossibilitata a lavorare), Isi rimase allo Zadar per 7 stagioni, fino al 1953, anno in cuì riparò in Italia, come la gran parte dei suoi concittadini aveva fatto in quegli anni dell'immediato dopoguerra. Riuscì ad abbandonare la Jugoslavia in modo pianificato ma avventuroso, approfittando infatti di un torneo internazionale organizzato a Vienna (città che al tempo era ancora suddivisa in zone di controllo alleato), riuscì assieme al fratello e ad un altro compagno ad eludere la sorveglianza e fuggire passando per Linz, un campo profughi ad Asten, Salisburgo, Innsbruck per giungere infine, a piedi attraverso le montagne, a Bolzano. Senza documenti, fu trasferito al campo profughi di Fraschette, in provincia di Frosinone. Dopo pochi mesi venne contattato dalla Pallacanestro Pavia e dalla Reyer Venezia, che gli offrirono un contratto come giocatore. Marsan scelse Pavia, che aveva inserito nell'offerta anche un lavoro in fabbrica e dove già giocava ed allenava il suo vecchio amico e compagno di squadra a Zara, Tullio Rochlitzer. A Pavia giocò il campionato 1953-54, concluso al quarto posto. Poi fu ingaggiato dalla Pallacanestro Cantù.
Iniziò a giocare sotto la guida tecnica dello statunitense James Strong, chiudendo la stagione 1954-55 con la retrocessione. Dopo l'esonero di Strong, Marsan divenne il nuovo allenatore. Sotto la sua guida tecnica, Cantù conquistò la promozione in massima serie nel 1955-56, e chiuse le due successive stagioni al 10º e al 6º posto.
Nel 1958, dopo quattro anni a Cantù, Marsan lasciò anche il mondo della pallacanestro, e decise di dare un nuovo corso alla sua vita trasferendosi attraverso l'IRO (International Refugees Organization) in Australia, dove, dopo un ulteriore periodo obbligato in campo profughi, ebbe ancora una breve esperienza nella pallacanestro, per poi lavorare in proprio nel settore immobiliare, e quindi acquistare una fattoria nei pressi di Melbourne.
Nel 2009 arriva una nuova svolta nella vita di Marsan e, dopo decenni di residenza in Victoria, decide di lasciare l'Australia e tornare infine a vivere stabilmente nella sua città natale, Zara, presso cui si spegne nel dicembre del 2016 all'età di 91 anni.